# ドンキーのナンセンス劇場
『ドンキーのナンセンス劇場』（ドンキーのナンセンスげきじょう）は、1969年4月1日から同年5月6日までフジテレビ系列局で放送されていたフジテレビ製作のバラエティ番組である。その後も1969年5月13日から同年9月30日まで『ドンキーのお笑い寄席』（ドンキーのおわらいよせ）に改題して放送されていた。いずれも大日本除虫菊の一社提供。通算13回（改題前は4回、改題後は9回）。

## 概要
ドンキーカルテット主演の冠番組シリーズ。
放送時間は火曜 21:00 - 21:30 （日本標準時）だったが、毎週放送されていたわけではなく、プロ野球ナイター中継（当時の枠は20:00 - 21:26）の無い週のみに編成されていた。ナイター雨天中止時の雨傘番組には別の90分映画が割り当てられており、本番組はナイターの決行・中止と関係なく休止にされていた。

## 放送リスト
| 回 | 放送日 （1969年） | ゲスト                                         | 備考               |
| -- | ----------------- | ---------------------------------------------- | ------------------ |
| 1  | 4月1日            | 森進一、晴乃チック・タック                     |                    |
| 2  | 4月8日            | 獅子てんや・瀬戸わんや                         |                    |
| 3  | 4月22日           | 四代目桂米丸、泉アキ                           |                    |
| 4  | 5月6日            | てんぷくトリオ、東京ぼん太                     |                    |
| 5  | 5月13日           | 初代林家三平一家                               | この回をもって改題 |
| 6  | 5月27日           | ギャグ・メッセンジャーズ、ヒデとロザンナ       |                    |
| 7  | 6月10日           | 若井はんじ・けんじ、四代目三遊亭金馬           |                    |
| 8  | 6月24日           | 四代目三遊亭小圓遊、じゅん&ネネ                |                    |
| 9  | 7月8日            | トリオ・スカイライン、青空はるお・あきお       |                    |
| 10 | 7月15日           | 小川知子、横山やすし・西川きよし               |                    |
| 11 | 8月12日           | 佐良直美、Wけんじ、早野凡平                    |                    |
| 12 | 8月26日           | 都はるみ、獅子てんや・瀬戸わんや、二代目桂伸治 |                    |
| 13 | 9月23日           | かしまし娘、梓みちよ                           |                    |

参考：『朝日新聞縮刷版』朝日新聞社、1969年4月1日 - 同年9月23日付のラジオ・テレビ欄。